# Oorlog om de Ring
In de fictieve geschiedenis van de wereld door J.R.R. Tolkien werd de Oorlog om de Ring uitgevochten tussen Sauron en de vrije volkeren van Midden-aarde voor controle over de Ene Ring en heerschappij over het continent. De Oorlog om de Ring nam plaats aan het einde van de Derde Era. Samen met de Queeste van de Doemberg was het een van de overkoepelende gebeurtenissen van In de Ban van de Ring. Gandalf leidde de vrije volkeren van Midden-aarde naar de overwinning op de Duistere Heer.
De oorlog werd gestart door Sauron, die aan kracht had gewonnen sinds het einde van de Tweede Era en hij zocht de Ene Ring die hij had gesmeed en waarin hij het grootste gedeelte van zijn macht had gestopt, en die hij had verloren in de climax van de strijd aan het einde van de voorafgaande era. Tijdens de Oorlog om de Ring werden duizenden Mensen van Rohan en Gondor gedood. Het totaal aantal strijders in de oorlog wordt geschat op meer dan een miljoen - tienduizenden van de zijde van de Vrije Volkeren en honderdduizenden van de legers en vloten van degene die trouw waren aan de Vijand. De oorlog kondigde ook het verval aan van de macht van de elfen in Midden-aarde, de opkomst van mensen in het Westen, het herstel van de koning van Gondor en Arnor en de start van de Vierde Era.
Veldslagen werden uitgevochten in Gondor, Rohan, Lothlórien, Demsterwold, bij de Eenzame Berg en bij Dale. Deze werden voornamelijk gevoerd tegen de troepen van Sauron, maar Saruman, een derde mededinger, had ook legers, die veldslagen uitvochten bij de Voorden van de Isen en Helmsdiepte.
De oorlog eindigde na de Slag van Bijwater en, kort daarna, de dood van Saruman en Gríma Slangtong. Tegen het einde van de Oorlog om de Ring werd Aragorn gekroond tot Koning van Gondor. Hij vergaf de Mensen die gevochten hadden onder Sauron, en kondigde zo een grote hernieuwing van de samenwerking en communicatie tussen mensen, elfen en dwergen aan.
Dit artikel geeft een chronologisch verslag van de Oorlog om de Ring.

## Sauron keert terug in Mordor
In de derde era verscheen er in het zuiden van het Grote Groenewoud, op Dol Guldur een kwade macht. Vanaf dat moment werd het Grote Groene Woud het Demsterwold genoemd. Deze macht was waarschijnlijk de reden van het vertrek van de hobbits die in het gebied tussen het Grote Groene Woud en de Nevelbergen woonden. De Witte Raad boog zich over de kwestie, maar Saruman weerhield ze ondanks de waarschuwingen van Gandalf van het ondernemen van actie.
Gandalf ging in het geheim naar Dol Guldur en ontdekte dat de Zwarte Tovenaar in werkelijkheid niemand minder was dan Sauron, de donkere heerser, die lang geleden was verslagen door de Laatste Alliantie van mensen van Westernisse en elfen.
De Witte Raad besloot Sauron uit Dol Guldur te verdrijven (Saruman kon ze nu niet langer weerhouden en vond bovendien dat Sauron nu veel te makkelijk bij de plek waar de Ring was verdwenen kon zoeken, hij wilde de Ring zelf vinden) vlak voor de slag met de vijf legers, en de vrede in het Demsterwold terug te brengen, Sauron vluchtte voor de macht van de Witte Raad, maar dit bleek een schijnbeweging te zijn. Sauron had zijn vijanden lang in de gaten gehouden en had zijn negen Ringgeesten opdracht gegeven vanuit de vervloekte stad Minas Morgul op de westelijke hellingen van de Schaduwbergen zijn terugkeer naar Mordor voor te bereiden. Toen Sauron daar eenmaal aankwam werd de Zwarte Toren, de gevreesde Barad-dûr, herbouwd en een duistere schaduw rees als een verstikkende wolk op uit de Doemberg en bedekte Mordor.
Orks plantten zichzelf opnieuw voort en de torens van de Zwarte Poort in het noorden van Mordor waar de Schaduwbergen en de Angstbergen bijeenkwamen in een kloof werden bemand en bewaakt door duistere demonen.
Zo begonnen de dagen er duister uit te zien en de macht van de Schaduw nam verder en verder toe.

## De eerste zetten
Sauron zond boodschappers naar de kwaadaardige mensen in Rhûn, Haradwaith, Khand en Umbar en al deze volkeren gingen een alliantie met Mordor aan en bewapenden zichzelf voor oorlog.
Sauron wist dat er een 'veilige' route moest zijn voor zijn legers uit het verre zuiden van Haradwaith en Umbar, en de logische weg was de Gondoriaanse weg in Ithilien, een smalle strook land op de oostelijke oever van de Anduin die gedeeltelijk nog in handen van Gondor was.
Een sterk leger orks en Haradrim onder leiding van de Nazgûl overviel Ithiliën en dreef de mensen van Gondor met zware verliezen over de Anduin terug.
Even leek het erop dat meteen heel Gondor veroverd kon worden, maar door een dappere tegenaanval van Boromir en diens broeder Faramir werden de ruïnes van de stad Osgiliath heroverd en de brug herbouwd.
De stadhouder van Gondor (Denethor II) zond een groep Dolers naar Ithiliën om de troepen Haradrim en orks in dit land te belagen en zo de doortocht naar de Zwarte Poort te beletten.
Ondertussen waren er ook in het westen dingen in beweging gezet: Gandalf vond de Ene Ring in het land van de hobbits, de Gouw, en de Hobbit Frodo Balings had de ring in zijn bezit.
Terwijl Frodo vertrok naar de elfenstad Rivendel reed Gandalf naar de vesting Isengard ten westen van Rohan waar Saruman zijn intrek had genomen.
Saruman bleek zelf achter de Ring aan te zitten en allieerde zichzelf met Sauron en bouwde een leger op van Uruk-hai, orks groot als mensen die snel in het zonlicht konden rennen.
Gandalf wist echter te ontsnappen waardoor het nieuws over het verraad van Saruman verspreid werd en de tovenaar zijn snode plannen deels moest laten schieten.

## Invasie van Rohan
Saruman bouwde een legermacht van Uruk-hai en orks op in Isengard. Ook smeedde Saruman een alliantie met Donkerland. Donkerland had in het verleden al oorlogen gevoerd met Rohan.
De eerste aanval door een voorhoede van Isengard vond plaats bij de Isen: Eerste Slag van de Voorden van de Isen. Théodred, zoon van koning Théoden en kroonprins van Rohan, wist de bij de Voorden van de Isen een tijdlang stand te houden maar raakte daarbij dodelijk verwond. Het doden van was ook de opzet van Saruman.
Rohan was zwak en verdeeld: Gríma Slangtong, een spion van Saruman, had met diens hulp de geest van koning Théoden verzwakt en diens neef en veldmaarschalk Éomer verbannen. Daardoor was Rohan ernstig verzwakt.
De tweede aanval van Isengard vond wederom plaats bij de Isen: Tweede Slag van de Voorden van de Isen. De Rohirrim onder leiding van Erkenbrand werden hier door Isengard verslagen.
Hierna rukte Isengard op naar Helmsdiepte waar deze vesting werd belegerd. Isengard leek de overwinning te behalen maar bij zonsopgang werd Isengard ontzet door Erkenbrand en diens leger, Gandalf alsook een bos van Huorns uit Fangorn.

## Vernietiging van Isengard
Terwijl het leger van Isengard werd vernietigd door Rohan en de Huorns, waren de enten opgerukt naar Isengard. De hele vesting werd door de enten vernietigd en onder water gezet behalve de Orthanc. Saruman bleef zich in de Orthanc verschuilen totdat hij en Gríma Slangtong de toren verlieten. De enten begonnen daarna aan het herstel van Isengard met een bos.

## Invasie van Gondor
Ten tijde van de invasie van Rohan door Saruman voerden de mensen van Gondor een hopeloze strijd tegen Mordor om de controle over de oversteekplaatsen in de rivier de Anduin.
Een leger van Sauron veroverden de oostelijke helft van Osgiliath en de grote brug over de rivier werd verwoest, en 500 mannen van Gondor verdedigden de westoever tegen oversteekpogingen van Mordor.
Sauron was echter bijna gereed voor zijn grote oorlog: de legers uit Rhûn, Haradwaith, Umbar en Khand waren gereed en zijn eigen orklegers waren groot en sterk geworden.
Toch knaagde er twijfel aan zijn hart: hij wist dat de erfgenaam van Gondor en Arnor terug was en dat mede door hem de slag om Helmsdiepte was gewonnen. Toen door een ongelukkig toeval Pepijn Toek in de Palantír van Isengard keek dacht Sauron dat dit de ringdrager was en dat zijn Ene Ring dus ver in het westen bij zijn vijanden was, en hij besloot Gondor aan te vallen voor zijn plannen geheel gereed waren.
Een groot leger Haradrim en orks zette via Minas Morgul koers naar Osgiliath, dat door Faramir verdedigd moest worden, een hopeloze taak aangezien de vijand van Mordor tien keer sterker in getal was dan de verdedigers van Gondor.
De westoever van Osgiliath werd veroverd, tegelijkertijd veroverden Variags van Khand en Oosterlingen uit Rhûn het eiland Cair Andros in de Anduin op Gondor.
In meer zuidelijk gelegen gebieden zoals Lebennin en Belfalas landen een grote vloot van Umbar en Harad, en Haradrim en kapers van Umbar begonnen op te trekken.
Gandalf, die intussen met Pepijn naar de stad Minas Tirith was gegaan zag dat Denethor II, stadhouder van Gondor de bakens van Gondor liet aansteken en Théoden van Rohan zette met een leger van 6000 Rohirrim koers naar Minas Tirith.
Terwijl de Rammas Echor doorbroken werd en Minas Tirith werd omsingeld bevonden Aragorn, Legolas, Gimli en de Dúnedain uit het noorden zich in de vervloekte Dwimorberg, om een leger vervloekte eedschenners op te roepen; het zogenaamde Leger der doden. Met dit leger werden de kapers van Umbar en de Haradrim in Lebinnin en Belfalas verslagen. De vrijgekomen troepen trokken daarna naar Minas Tirith toe onder leiding van Aragorn.

## Belegering van Minas Tirith
Minas Tirith werd omsingeld en heel de nacht bracht de vijand katapulten, belegeringstorens, stormrammen en loopgraven in stelling voor de aanval op de hoofdstad van Gondor.
Verschrikking viel neer doordat de Nazgûl op de stad neerdoken en dood en verderf zaaiden, en de legers van Mordor de hoofden van de dode soldaten van Gondor, die in de Rammas of Osgiliath gesneuveld waren, de stad in slingerden.
Vele uren werd er slag geleverd en de grote poort van Minas Tirith werd uiteindelijk doorbroken. De heer van de Nazgûl reed Minas Tirith binnen. Gandalf wachtte hem op. Op dat moment echter arriveerden de Rohirrim op het slagveld en zij bliezen hun vele hoorns. De heer van de Nazgûl verdween, om Théoden aan te vallen en zo het moreel van de Rohirrim te breken. De heer van de Nazgûl werd echter verslagen door Éowyn en Merijn. Daarop vielen de Rohirrim onder koning Éomer in volle breedte aan samen met de cavalarie van Gondor onder Imrahil die uit Minas Tirith kwam.
Alle hoop leek vervlogen toen Variags uit Khand en Haradrim en Mumakíl uit Harad aanvielen. Vanuit de Anduin kwam de vloot van Umbar aangevaren. Deze laatsten bleken echter versterkingen uit Lebennin, Lamedon en Pelargir te zijn. Aragorn had deze vloot namelijk al verslagen met het Schimmenleger. De wind draaide ook van richting en vanuit het westen kwam een sterke zeebries die de donkere wolken van Mordor verdreef.
Het leger van Sauron dat naar Minas Tirith was gestuurd werd daarop door Gondor en Rohan verslagen.

## Slag bij de Morannon
Nadat Minas Tirith was ontzet marcheerden Gondor en Rohan via Ithilien naar de Morannon (Zwarte Poort) van Mordor om Sauron af te leiden en Frodo en Sam zo een kans te geven om de Ene Ring in de Orodruin te werpen. Op weg naar de Morannon werden de velden van Minas Morgul in brand gestoken. Eenmaal bij de Morannon aangekomen stelden Gondor en Rohan zich op twee heuvels voor de Morannon op. Het leek erop dat de legers van Gondor en Rohan zouden zijn verslagen maar op het laatst werd de Ene Ring vernietigd en werden Sauron, de Barad-dûr en de Nazgûl vernietigd. De orks en trollen vluchtten weg. De Oosterlingen vochten echter door maar werden uiteindelijk verslagen door Gondor en Rohan.

## Noorden
Na de Slag van Vijf Legers in Derde Era 2941 waren Dal en Erebor in ere hersteld. Ook was Esgaroth herbouwd. Het koninkrijk van Thranduil, het koninkrijk van de Langbaarden in de Emyn Engrin, de Beornings en bosmensen waren ook bondgenoten in deze alliantie. Hoewel Sauron uit Dol Guldur was verdreven bleef deze vesting in handen van Sauron. Ook had het Demsterwold nog steeds een kolonie Grote Spinnen.
Sauron viel tijdens de Oorlog om de Ring Dal en Erebor aan. Nadat de Ring was vernietigd en de kwaadaardige machten taanden deden boselfen, mensen en dwergen een tegenaanval die de orks vernietigde en de oosterlingen terugdreef langs de rivier de Running, helemaal tot in Dorwinion. In het jaar daarna zuiverden Galadriel en Thranduil het Demsterwold. Het Demsterwold werd toen omgedoopt tot Eryn Lasgalen, het woud der groene bladeren. Lothlórien bezette het zuiden en het koninkrijk van Thranduil het noorden en midden van het woud.
De dood van Smaug (zie De Hobbit) bleek cruciaal. Gandalf bekende later dat, wanneer Smaug de Erebor had beheerst, dat de vijandelijke legers uit het Demsterwold via het noorden Eriador hadden kunnen binnendringen, met hulp of onder leiding van Smaug. Rivendel en de Gouw zouden zijn verwoest, en de vijand zou in een enorme tangbeweging naar het zuiden kunnen oprukken om zo Gondor en Rohan van twee kanten aan te vallen. De queeste van Bilbo verzwakte de vijand in het noorden voldoende om dit te verijdelen.